# Paramormia fratercula
Paramormia fratercula är en tvåvingeart som först beskrevs av Eaton 1893.  Paramormia fratercula ingår i släktet Paramormia och familjen fjärilsmyggor. Inga underarter finns listade i Catalogue of Life.